# Irvin McDowell

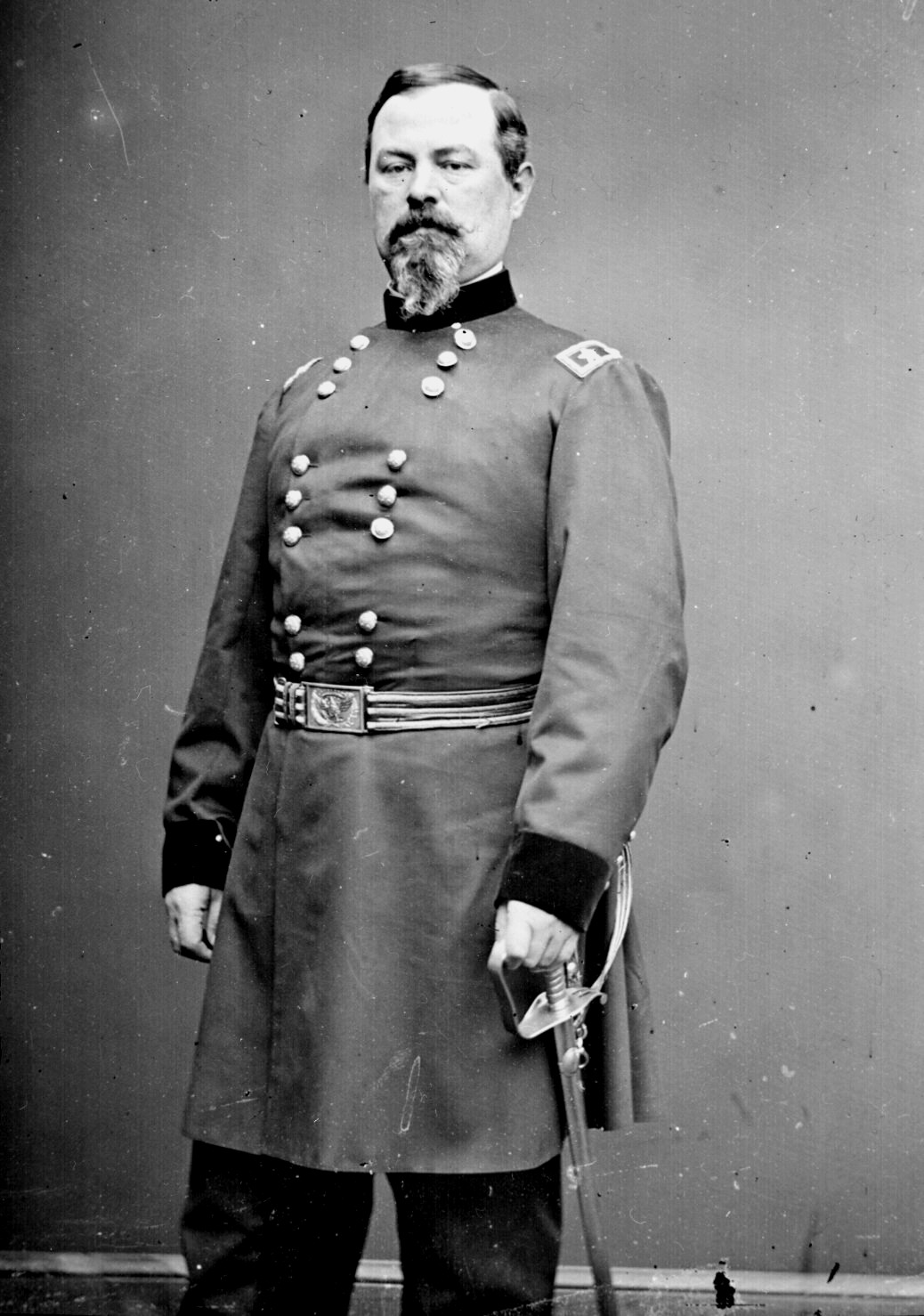
Generalmajor Irvin McDowell

Irvin McDowell (* 15. Oktober 1818 in Columbus, Ohio; † 4. Mai 1885 in San Francisco, Kalifornien) war ein US-amerikanischer Offizier des US-Heeres mit dem Dienstgrad Generalmajor.

## Jugend und Karriere bis zum Bürgerkrieg
McDowell wurde im heute zu Columbus gehörenden Franklinton als Sohn von Abram und Eliza Seldon McDowell geboren. Seine Eltern wanderten nach Frankreich aus und er besuchte das College de Troyes südöstlich von Paris. Nach der Rückkehr der Familie nach Ohio wurde sein Vater Bürgermeister von Columbus.
Irvin McDowell wurde am 1. Juli 1834 an die US-Militärakademie in West Point, New York berufen, die er als 23. seines Jahrgangs abschloss. Einer seiner Klassenkameraden war P.G.T. Beauregard. McDowell wurde 1. US-Artillerieregiment versetzt, das im Norden von New York und Vermont stationiert war, und am 7. Juli 1838 zum Leutnant befördert. Ab 1841 lehrte er Taktik an der Militärakademie; zu seinen Schülern gehörten auch Kadetten, die während des Bürgerkrieges auf Seiten der Konföderation gegen ihn kämpften. Nach der Beförderung zum Oberleutnant am 7. Oktober 1842 heiratete McDowell am 13. November 1844 Helen Burden aus Troy, New York. Aus der Ehe gingen fünf Kinder hervor.
An der Militärakademie wurde er Adjutant des Superintendenten. Im Mexikanisch-Amerikanischen Krieg war McDowell Adjutant Generalmajor John E. Wools, einem Bekannten seiner Frau. Nach dem Krieg diente er in der Personalstabsabteilung des Heeres. Wegen Tapferkeit während der Schlacht von Buena Vista wurde ihm am 23. Februar 1847 der Brevet-Rang Hauptmann und am 31. März 1856 der eines Majors verliehen. McDowell blieb bis 1861 in der Personalstabsabteilung, wurde zum Major des regulären Heeres befördert und arbeitete auf dem Dienstposten eng mit dem Oberbefehlshaber des Heeres, Generalleutnant Winfield Scott zusammen.

## Bürgerkrieg
Einen Monat nach Beginn des Sezessionskrieges wurde McDowell am 14. Mai 1861 auf Empfehlung des Finanzministers Salmon P. Chase zum Brigadegeneral des regulären Heeres befördert, obwohl er vorher nie mehr als eine Gruppe (ca. 8–10 Soldaten) geführt hatte. McDowell wurde am 27. Mai 1861 zum Oberbefehlshaber der Army of Northeastern Virginia – tatsächlich ein Großverband in Korpsstärke – ernannt. Er war Abstinenzler, der diese Enthaltsamkeit durch Vertilgen sehr großer Mengen Essens ausglich. McDowell war intelligent und energisch, aber wie sich später herausstellen sollte, ein glückloser Truppenführer, dem nichts gelang, was er anpackte.
Die Politiker in Washington verlangten vom US-Heer eine schnelle Aktion, um die Konföderierten in die Schranken zu weisen. McDowell entwarf einen guten, erfolgversprechenden Plan, der mit Offizieren und Truppen des regulären Heeres gute Aussichten auf Erfolg gehabt hätte, mit Neunzig-Tagen-Freiwilligen und Offizieren ohne Führungserfahrung jedoch zum Scheitern verurteilt war. Am 29. Juni 1861 bat McDowell den geplanten Angriff zu verschieben, damit er die neu einberufenen dreijährig Freiwilligen ausreichend ausbilden konnte. Der Quartiermeister des Heeres Meigs wies darauf hin, dass eine sofortige Offensive in Virginia billiger als die von Scott bevorzugte Operation des Anakonda-Planes werden würde. Schließlich entschied der Präsident, die Offensive in Virginia durchzuführen, mit den Worten:

“You are green, it is true, but they are green also; you are all green alike.”

„Sie sind grün, das ist wahr, aber die sind auch grün; ihr seid alle gleich grün.“

McDowells Armee verlor die Erste Schlacht am Bull Run. Am 15. August 1861 wurde er des Kommandos enthoben und führte zunächst bis zum 13. März 1862 eine Division und bis zum 4. April 1862 das I. Korps der Potomac-Armee. Am 14. März 1862 wurde McDowell zum Generalmajor der Freiwilligen befördert.
Präsident Lincoln befahl McDowell, mit seinem Korps am Rappahannock im Raum Fredericksburg, Virginia zu bleiben und so Washington zu schützen. Dazu wurde der Wehrbereich Rappahannock eingerichtet, dessen Kommandeur McDowell wurde. Mitte Mai 1862 bereitete sich das Korps darauf vor, nach Süden zu marschieren und gemeinsam mit der Potomac-Armee auf Richmond, Virginia vorzugehen. Nach der Niederlage der Unionstruppen bei Port Royal, Virginia am 23. Mai 1862 im Zuge des Shenandoah-Feldzugs befahl Lincoln McDowell am 24. Mai, zwei Divisionen des Korps sofort ins Shenandoah-Tal zu schicken, um den weiteren Vormarsch des konföderierten General Jacksons aufzuhalten. McDowell und McClellan protestierten heftig gegen diese Entscheidung. McDowell kabelte an Lincoln:

“I shall gain nothing for you there, and shall lose much for you here.”

„Ich werde dort Nichts für Sie gewinnen, und hier Vieles für Sie verlieren.“

Das Kriegsministerium stellte am 26. Juni 1862 die Virginia-Armee aus den Korps der Generalmajore Frémont, Banks und McDowell auf. Oberbefehlshaber war Generalmajor John Pope. Für die Niederlage in der Zweiten Schlacht am Bull Run wurden Pope und McDowell verantwortlich gemacht. Letzter wurde am 5. September 1862 seines Kommandos enthoben. Einer militärgerichtlichen Verurteilung entging McDowell nur dadurch, dass er gegen Generalmajor Fitz-John Porter als Zeuge aussagte, den General Pope wegen Gehorsamsverweigerung angeklagt hatte. Er selbst wurde von einer politisch beeinflussten Jury ebenso wie Pope freigesprochen und in die Führerreserve verbannt. Nach fast zweijähriger militärischer Untätigkeit wurde McDowell am 21. Mai 1864 zum Befehlshaber des Wehrbereiches Pazifik, ab 27. Juni 1865 Wehrbereich Kalifornien, ernannt. Am 13. März 1865 wurde ihm der Brevet-Rang Brigadegeneral für seine Leistungen während der Schlacht am Cedar Mountain verliehen.

## Nach dem Bürgerkrieg bis zum Tod
McDowell schied am 1. September 1866 ehrenhaft aus der Freiwilligenorganisation des Heeres aus. Während der Reconstruction übernahm er am 4. Juni 1868 für einen Monat das Kommando über den 4. Militärbezirk (Mississippi und Arkansas). Danach war McDowell vom 16. Juli 1868 – 16. Dezember 1872 Befehlshaber des Wehrbereichs Ost. Während dieser Verwendung wurde er am 25. November 1872 zum Generalmajor befördert. Das Kriegsministerium versetzte McDowell am 25. November 1872 als Befehlshaber des Territorialkommandos Süd (Military Division of the South) als Nachfolger George Gordon Meades nach Louisville, Kentucky. Ab dem 1. Juli 1876 wurde er als Befehlshaber des Territorialkommandos Pazifik (Military Division of the Pacific) nach San Francisco, Kalifornien versetzt. Als Porter 1879 rehabilitiert wurde, litt McDowells Ruf darunter, dass man ihm nun Meineid vorwarf. McDowell wurde am 15. Oktober 1882 pensioniert.
Nach seiner Pensionierung frönte McDowell seinen Hobbys. Eines davon war Landschaftsgestaltung, was zu seiner Berufung als einer der Beauftragten für die Parks (Park Commissioner) von San Francisco führte. McDowell verstarb an einem Zwölffingerdarmgeschwür am 4. Mai 1885. Er wurde auf dem Nationalfriedhof von San Francisco beigesetzt.